# Myrosław Turasz
Myrosław Turasz, ps. Hrab, Hrabowskyj, (ur. 26 lutego 1910 w Niżankowicach, zm. w czerwcu 1939 koło Zakopanego) – ukraiński działacz nacjonalistyczny, prawnik, przywódca Organizacji Ukraińskich Nacjonalistów (OUN).
Uczęszczał do gimnazjum w Przemyślu, po ukończeniu IV klasy przeprowadził się z rodzicami do Borysławia. W 1928 rozpoczął studia prawnicze na Uniwersytecie Jagiellońskim. Ukończył je w 1932. Był działaczem Płastu i ukraińskiego ruchu studenckiego. W OUN działał od 1929, początkowo jako prowidnyk powiatowy w Drohobyczu, następnie jako prowidnyk okręgowy w Stryju.
4 września 1931 aresztowany w związku z zabójstwem Hołówki, następnie uwolniony. 27 lutego 1932 skazany na 3 miesiące więzienia za działanie w zdelegalizowanym Płaście. W listopadzie 1933 skazany na 8 miesięcy więzienia za rozpowszechnianie niepodległościowych ulotek. W czerwcu 1935 sądzony za przynależność do OUN, uwolniony z braku dowodów. 
Od listopada 1938 do czerwca 1939 prowidnyk krajowy OUN.
Zabity w niewyjaśnionych okolicznościach, podczas przekraczania granicy polsko-czeskiej w czerwcu 1939.

## Literatura
- Roman Wysocki: Organizacja Ukraińskich Nacjonalistów w Polsce w latach 1929-1939, Lublin 2003,wyd. Wydawnictwo UMCS, ISBN 83-227-2101-3